# Station Okleśna
Station Okleśna is een spoorwegstation in de Poolse plaats Okleśna.